# Oria (bướm đêm)
Oria là một chi bướm đêm thuộc họ Noctuidae.

## Loài
- Oria flavescens (Hampson, 1902)
- Oria musculosa (Hübner, [1808])
- Oria myodea (Rambur, 1858)